# Cargolet zebrat
El cargolet zebrat (Campylorhynchus megalopterus) és una espècie d'ocell de la família dels troglodítids (Troglodytidae) que habita boscos de coníferes de les muntanyes de Mèxic, des del sud de Jalisco cap a l'est fins al sud-oest de Veracruz i nord d'Oaxaca.